# 米西亚克
米西亚克（法語：Missillac，法語發音：[misijak] ⓘ）是法国大西洋卢瓦尔省的一个市镇，位于该省西北部，属于圣纳泽尔区。

## 地理
米西亚克（47°28'56"N, 2°9'32"W）面积59.55 平方千米，位于法国卢瓦尔河地区大区大西洋卢瓦尔省，该省份为法国西北部沿海省份，位于布列塔尼半岛东南部，北起伊勒-维莱讷省，西北接莫尔比昂省，西临大西洋，南至旺代省，东临曼恩-卢瓦尔省。
与米西亚克接壤的市镇（或旧市镇、城区）包括：尼维亚克、圣多莱、泰伊亚克、拉沙佩勒德马赖、埃比尼亚克、蓬沙托、圣日尔达德布瓦、布列塔尼地区圣雷娜、塞韦拉克。
米西亚克的时区为UTC+01:00、UTC+02:00（夏令时）。

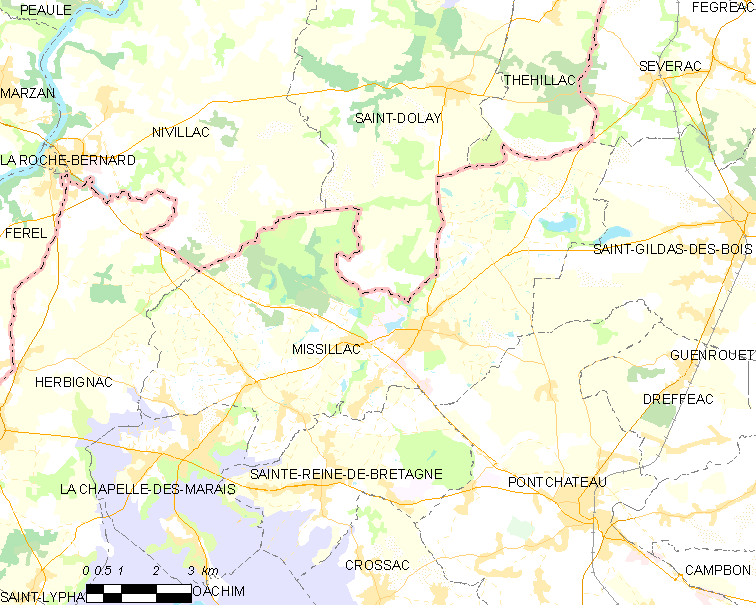
米西亚克的OSM定位图

## 行政
米西亚克的邮政编码为44780，INSEE市镇编码为44098。

## 政治
米西亚克所属的省级选区为蓬沙托县。

## 交通
法国国道N165线经过境内并设出入口，大西洋卢瓦尔省省道D2线、D4线、D126线、D402线、D502线和D965线也经过境内。

## 人口

1962-2008年间米西亚克人口变化图示

米西亚克于2022年1月1日时的人口数量为5619人。